# Notoungulats
Els notoungulats (Notoungulata) són un ordre extint de mamífers ungulats mitjans-grossos que visqueren a Sud-amèrica durant gairebé tot el Cenozoic. Se'ls agrupa juntament amb altres estranys ungulats sud-americans dins el subordre dels meridiungulats.